# 萌山区殉国烈士纪念塔
萌山区殉国烈士纪念塔，位于山东省青岛市莱西市南墅镇。是中华人民共和国山东省省级文物保护单位之一。
2013年，列入第四批山东省文物保护单位，该文物保护单位是一座近现代重要史迹及代表性建筑。